# Hinterm Horizont (Album)
Hinterm Horizont ist ein Album des deutschen Rappers Shiml, das am 24. Februar 2006 über das Independent-Label Selfmade Records veröffentlicht wurde. Es stellt das vierte Album des Düsseldorfer Labels und nach den Internet-Alben Im Mittelpunkt der Erde und Nach uns der Rest das erste kommerziell veröffentlichte Album Shimls dar.

## Hintergrund und Entstehung
Jan Viohl veröffentlichte seine ersten Alben unter dem Pseudonym Shiml zunächst kostenlos im Internet. 2005 wurde Slick One, einer der Gründer des Labels Selfmade Records, auf den aus Bremen stammenden Rapper aufmerksam, nachdem MontanaMax das gemeinsam mit Shiml aufgenommene Album Nach uns der Rest an verschiedene Labels geschickt hatte. Slick One nahm Viohl nach einigen gemeinsamen Treffen unter Vertrag.
Die Arbeit an Hinterm Horizont begann nach der Fertigstellung des gemeinsamen Albums von Shiml und MontanaMax, sodass es bereits vor Vertragsunterzeichnung von Shiml aufgenommen war. Durch die neu entstandene Zusammenarbeit entschied sich der Rapper, das Album über Selfmade Records zu veröffentlichen. Shiml überarbeitete die Titel zunächst und nahm einige Lieder erneut auf. Im Februar 2006 erschien Hinterm Horizont als erstes kommerzielles Album von Shiml.
„Alle meine Lieder sind nachts entstanden. Ich bin überhaupt ein ziemlicher Nachtmensch. Der Tag ist zu hektisch, da fehlt mir die Ruhe, um meine Musik machen zu können.“ Aufgrund der Arbeitsweise, bis morgens an den Stücken des Albums zu arbeiten, entstand der Titel „Hinterm Horizont“.
Nach Abschluss der Aufnahmen zum Album, wurde Hinterm Horizont von MixChris, einem Hip-Hop-Produzenten, abgemischt. Als letzten Produktionsprozess übernahm dieser zudem das Mastering.

## Titelliste

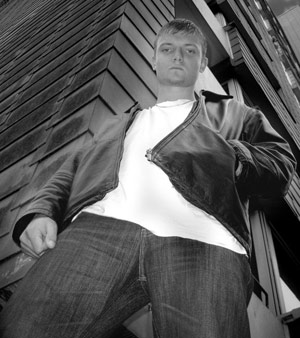
Shiml im Jahr 2006

| #   | Titel                                    | Produzent | Länge |
| --- | ---------------------------------------- | --------- | ----- |
| 1.  | Intro                                    | Shiml     | 1:55  |
| 2.  | Bis ans Limit                            | Shiml     | 2:53  |
| 3.  | Pechschwarz                              | MixChris  | 3:29  |
| 4.  | Zieh mich hoch                           | Rizbo     | 3:34  |
| 5.  | Kein Morgen (feat. Flipstar & Slick One) | Flipstar  | 3:21  |
| 6.  | Meine Geschichte                         | MixChris  | 3:25  |
| 7.  | Druckbetankung                           | MixChris  | 3:39  |
| 8.  | Asche und Staub                          | Rizbo     | 4:04  |
| 9.  | Prelude                                  | Shiml     | 0:36  |
| 10. | Apokalypse                               | Shiml     | 2:59  |
| 11. | Die Straße brennt                        | JaJa      | 3:11  |
| 12. | Schwarzlicht                             | Coban     | 3:27  |
| 13. | Außer uns (feat. Montana Max)            | MixChris  | 3:47  |
| 14. | So weit du kannst                        | Alper     | 3:49  |
| 15. | Aus der Brust                            | MixChris  | 4:10  |
| 16. | Hauptrolle (feat. Pxxpmatz)              | MixChris  | 3:52  |
| 17. | Hinterm Horizont                         | MixChris  | 3:29  |
| 18. | Outro                                    | MixChris  | 1:21  |

## Produktion
Die Hip-Hop-Beats, auf deren Grundlage Shiml seine Texte in Form des Sprechgesangs vorträgt, wurden zu einem Großteil von Mix Chris produziert. Dieser hatte bereits 2005 die Beats für das gemeinsame Album Nach uns der Rest von Shiml und MontanaMax beigesteuert. Für Hinterm Horizont produzierte Mix Chris die Titel Pechschwarz, Meine Geschichte, Druckbetankung, Außer uns, Aus der Brust, Hauptrolle, Hinterm Horizont und Outro. Des Weiteren hat Shiml drei eigene Produktionen für das Album verwendet, die die musikalische Untermalung für die Stücke Intro, Bis ans Limit und Apokalypse bilden. Der an der Gründung von Selfmade Records beteiligte Hip-Hop-Musiker Flipstar hat den Titel Kein Morgen produziert. Außerdem wurde der Beat zu Zieh mich hoch von Rizbo, zu Die Straße brennt von JaJa, zu Schwarzlicht von Coban und zu So weit du kannst von Alptraum beigesteuert.
Die musikalische Untermalung von Shimls Sprechgesang ist, den Themen angepasst, düster und soll, bei einem Großteil der Lieder, eine melancholische Stimmung vermitteln. Für zahlreiche Titel wurden Streicher eingesetzt. Diese sind etwa in den Stücken Bis ans Limit, Hinterm Horizont und Outro zu hören. In Bis ans Limit kommt zudem eine E-Gitarre zum Einsatz. Des Weiteren sind in einigen Liedern, wie Pechschwarz, Meine Geschichte und Hinterm Horizont, Pianoklänge zu hören. Des Weiteren wurden für die Beats der Stücke Asche und Staub und Hinterm Horizont Chöre gesamplet.

## Vermarktung
Die Lieder Bis ans Limit und Meine Geschichte wurden beide jeweils zu einem Teil als Video umgesetzt. Der als „Split-Video“ bezeichnete Clip ist vollständig in schwarz-weiß gedreht. Bei der Auswahl der beiden Titel wurde laut Shiml darauf geachtet, zwei stilistisch unterschiedliche Stücke herauszugreifen. Für das im Bremer Stadtteil Neue Vahr aufgenommene Video wurde ein Drehtag benötigt.
Zu Hinterm Horizont wurde ein Snippet, das die Titel des Albums Ausschnittsweise präsentiert, ins Internet gestellt. Am 30. März 2006 erfolgte eine „Release-Party“, bei der die Veröffentlichung des Albums gefeiert wurde, im Bremer Tower.

## Selbstwahrnehmung
Shiml äußerte in einem Interview, dass das Album „große Abwechslung und Vielfalt“ böte. Er verzichte auf „Gute Laune-Lieder“. Der deutsche Rap kopiere seiner Meinung nach Thematiken und Stile internationaler Rapper, anstatt „etwas Neues und Selbständiges zu kreieren“, sodass er sich damit nicht identifizieren könne.

## Kritik
Hinterm Horizont erhielt in einer Kritik der Redaktion des Hip-Hop-Magazins Juice dreieinhalb von möglichen sechs „Kronen“. Das Album sei „ausgestattet mit düsteren, aber ziemlich freshen und neo daherkommenden Beats, die die passende Atmosphäre bieten“ für Shimls Texte. Des Weiteren wird die „Bildsprache“ des Rappers gelobt. Dagegen geriete die Kombination aus Straßen-Rap und melancholischen Beats „etwas zu monoton“, zudem sei der Tonträger „streckenweise ein wenig zu ernst.“ Zusammenfassend wird Hinterm Horizont als „ausbaufähig“ bezeichnet.
Das Backspin Hip Hop Magazin bewertete Shimls Album mit dreieinhalb von möglichen fünf Punkten. Aus Sicht des Magazins beherrsche Shiml es, nachdenkliche Titel aufzunehmen und seine Zuhörer damit zum Nachdenken anzuregen. Des Weiteren wird das Stück Zieh mich hoch als Anspieltipp unter den Liedern, die der Stilrichtung des Battle-Raps zugeordnet werden können, hervorgehoben. Der Titel Kein Morgen wird vor allem für die Beteiligung Flipstars gelobt. Negativ sieht die Redaktion dagegen Shimls „über Albumlänge zu eintönig klingende Stimme.“